# ميخوط كورديروي
ميخوط كورديروي (الاسم العلمي:Myxobolus cordeiroi) هو نوع من الحيوانات يتبع جنس الميخوط من الفصيلة الميخوطية.